# Día del Blusa

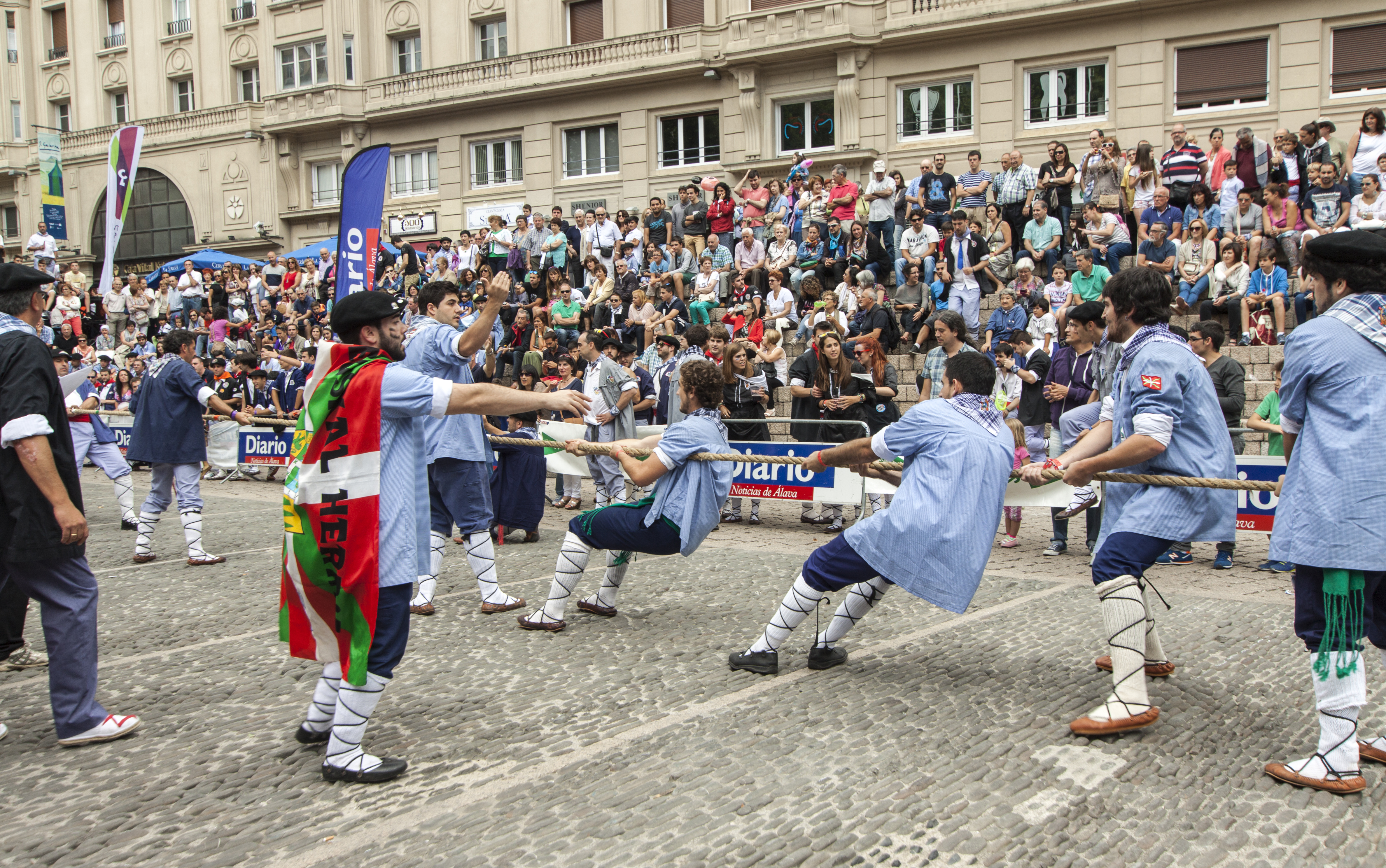
Día del Blusa 2015.

Le Día de la Blusa (jour de la blouse) est une fête de la ville basque de Vitoria-Gasteiz (Pays basque, Espagne) qui a lieu le 25 juillet, Les protagonistes de cette célébration sont les Blusas. Les groupes, qui rassemblent à un peu plus de deux mille blouses, commenceront le jour avec l'hommage traditionnel en mémoire de leurs prédécesseurs décédés, qui aura lieu dans le cimetière de la ville.
Tout de suite après, à dix heures trente, commenceront les actes ludiques avec la course d'ânes, une des fêtes les plus populaires de ce jour, où les mozos devront tester leurs habileté à dos d'âne dans un circuit fermé autour de la place de la Virgen Blanca (Vierge blanche).
En outre, des milliers de vitoriano/as (gentilé de Vitoria) rempliront la tradition d'acheter des chapelets d'ail sur le marché qui sera installé dans les rues Portal del Rey et de Cuesta de San Francisco, qu'il porteront à l'épaule pendant la matinée.
L'offre festive sera complétée avec la Foire agricole et élevage de Santiago, dans le parking du pavillon Buesa Arena, dans lequel on exposera 217 têtes de bétail sélectionnées et aura lieu une foire de transaction. On distribuera alors trois mille rations de viande de ces vaches, pour des milliers de personnes qui y vont généralement.
Un concert de la banda municipale dans le kiosque la Florida et le sport rural dans la place des Fueros complètent l'affiche du matin.
Les blouses effectueront l'après-midi la traditionnelle "paseillo" aux taureaux, dans lequel conjointement avec une txaranga ou avec les groupes de txistus ils envahissent le centre Gasteiztarra (gentilé basque de Vitoria). Outre ceci ils passeront le reste du jour et de la nuit en parcourant les rues.
Tout cela servira à réchauffer des moteurs face chaque fois plus à la proche baisse de Celedón qui donne du début des festivités de la Virgen Blanca, le 4 août.
Les blouses ont aussi un rôle important dans les festivités de la Blanca, des 4 au 9 août, une des principales festivités d'été du nord de, avec les Sanfermines de Pampelune et des Aste Nagusia (ou Semana Grande) de Bilbao et de Saint-Sébastien.